# حفظ وترميم الكتب والمخطوطات والوثائق والأشياء العابرة
يعد حفظ وترميم الكتب والمخطوطات والوثائق والأشياء العابرة نشاطًا مخصصًا للحفاظ على العناصر ذات القيمة التاريخية والشخصية المصنوعة أساسًا من الورق والرق والجلد وحمايتها من التلف. وفي الحفاظ على التراث الثقافي، تُنَفَّذ أنشطة الحفظ بشكل عام من قبل المسؤول عن الترميم. الهدف الأساسي للحفظ هو الحفاظ على العمر الافتراضي للشيء وكذلك الحفاظ على سلامته من التلف من خلال الحفاظ على جميع الإضافات القابلة للعكس. ويتضمن حفظ الكتب والورق تقنيات تجليد الكتب والترميم وكيمياء الورق وتقنيات المواد الأخرى بما في ذلك تقنيات الحفظ والأرشفة.
يسعى صون الكتب والورق إلى منع، وفي بعض الحالات، عكس الضرر الناتج عن المناولة والرذيلة المتأصلة والبيئة. يحدد القائمون على الحفظ طرق التخزين المناسبة للكتب والوثائق، بما في ذلك الصناديق والأرفف لمنع المزيد من الضرر وتعزيز التخزين على المدى الطويل. يمكن للطرق والأساليب المختارة بعناية للحفظ النشط عكس الضرر ومنع المزيد من الضرر على دفعات أو معالجات من عنصر واحد بناءً على قيمة الكتاب أو المستند.
تاريخيًا، كانت تقنيات ترميم الكتب أقل رسمية وتُنَفَّذ من خلال الأدوار والخلفيات التدريبية المختلفة. في الوقت الحاضر، غالبًا ما تُحفظ المستندات والكتب الورقية بواسطة مشرف محترف. العديد من مسؤولي صيانة الأوراق أو الكتب هم أعضاء في هيئة مهنية، مثل المعهد الأمريكي للحفظ (AIC) أو نقابة عمال الكتب (في الولايات المتحدة)، ورابطة المحفوظات والسجلات (في المملكة المتحدة وأيرلندا)، أو معهد الحفظ (ICON) (في المملكة المتحدة).

## تعريف
يتضمن حفظ الكتب والورق الحفاظ على المواد وتثبيتها كما هي مع الاحتفاظ بأكبر قدر ممكن من المواد الأصلية. يختلف الحفظ عن الترميم الذي يتضمن إعادة كتاب أو مخطوطة إلى حالة جديدة باستخدام تقنيات أكثر تغلغلًا وتقليل الحفاظ على المواد الأصلية. الحفظ مصطلح شامل يشمل الحفظ والاستعادة؛ ومع ذلك، تُستخدم المصطلحات في بعض الأحيان بشكل غير صحيح عند الإشارة إلى حفظ المكتبات والأرشيف. الهدف الرئيسي للحفظ الحديث هو الحفاظ على سلامة الأجزاء الأصلية للشيء وأن أي إضافات ناتجة عن الترميم يجب أن تكون قابلة للعكس. هناك طريقتان للحفظ: الحفظ النشط أو التدخلي والحفظ السلبي أو الوقائي. يتضمن الحفظ الفعال تقييم حالة الشيء ومعالجته لمنع المزيد من التحلل عن طريق التنظيف والإصلاح والاستعادة عند الضرورة. في الحفظ الوقائي، يُستخدم علم التخزين والعرض من أجل التحكم في الظروف البيئية التي تؤثر على الشيء وتثبيته من أجل إطالة العمر الافتراضي. يشمل الحفظ مجالات تجليد الكتب والترميم وكيمياء الورق وتقنيات المواد الأخرى بما في ذلك تقنيات الحفظ والأرشفة.
نظرًا لأن الحفظ هو أحد الأمثلة على الجهود المبذولة للحفاظ على المواد، فيمكن اعتباره فئة فرعية للحفظ. غالبًا ما يصاحب الحفظ استراتيجيات الحفظ مثل التخزين والعرض المناسبين والمراقبة البيئية والتعامل مع التدريب وإعادة التهيئة والأمن. ومع ذلك هناك العديد من الفروق الدقيقة في الحفظ ويجب أن يتخذ القائمون على الترميم قرارات حول كيفية تعاملهم مع الشيء بناءً على كيفية استخدامه أو عرضه. على سبيل المثال، تتطلب صيانة المكتبة أن تكون الكتب مقروءة وقابلة للاستخدام، ولكن ليس بالضرورة أن تكون ممتعة من الناحية الجمالية. من ناحية أخرى، قد يلزم تقديم كتاب أو مستند يُعرض في معرض في حالة أكثر جاذبية من الناحية المرئية. العناصر الورقية، مثل الكتب وسجلات القصاصات والمخطوطات والخطابات والمجلات واليوميات والشهادات والخرائط والأفعال والصحف والرسومات والمنمنمات والبطاقات البريدية تمثل اهتمامات مميزة عندما يتعلق الأمر بالرعاية والحفظ. على عكس الأعمال الفنية على الورق، غالبًا ما يكون التعامل مع هذه العناصر بشكل مباشر ومتكرر للوصول إلى المعلومات. حتى الأحداث الزائلة على الورق مثل الصحف والرسائل قد تكون سجلات تاريخية مهمة أو تذكارات عائلية.

## تاريخ

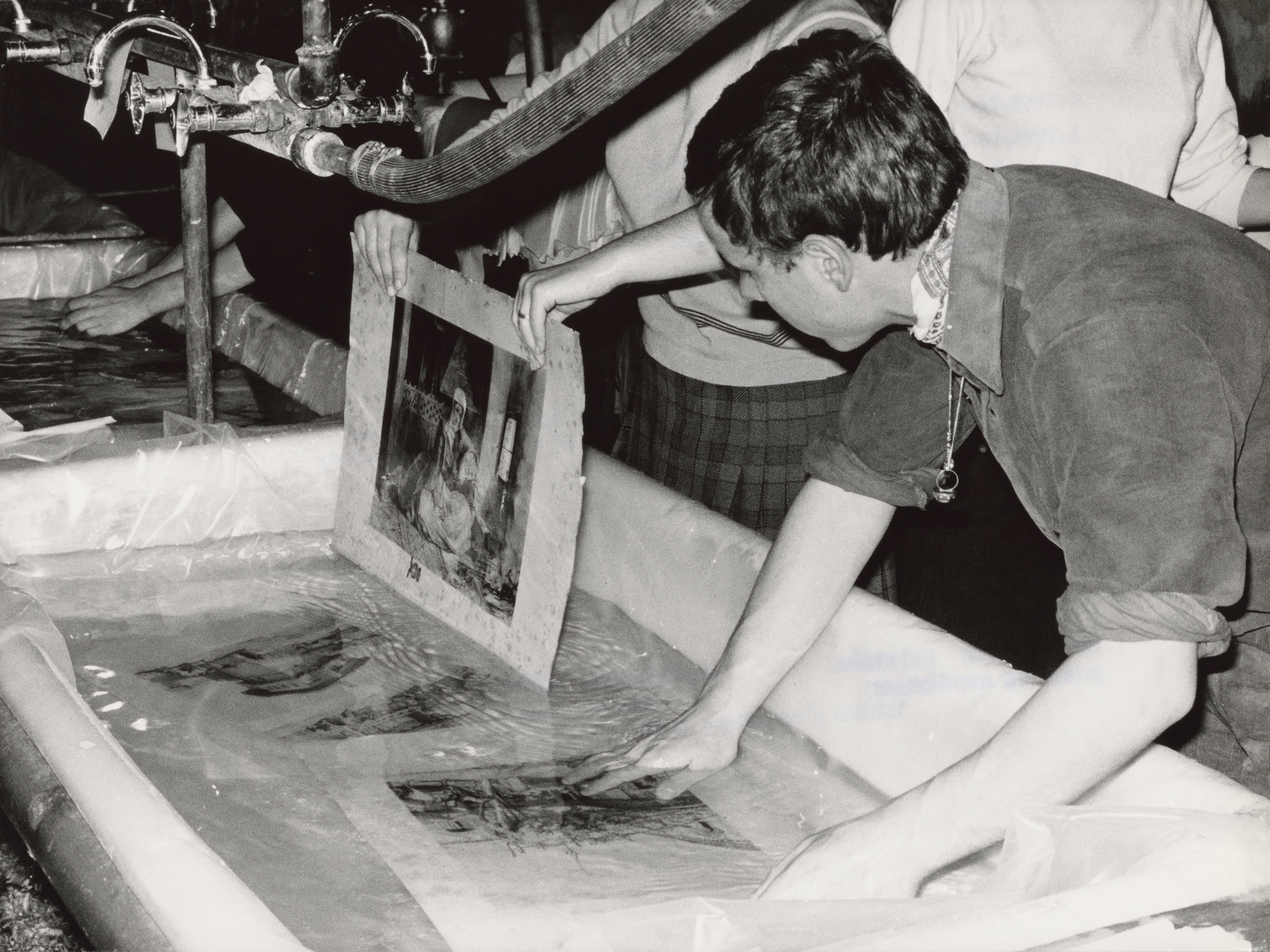
كانت استجابة الحفظ لفيضان أرنو في فلورنسا عام 1966 حدثًا رئيسيًا في إضفاء الطابع الرسمي على مهنة حفظ الكتب والورق.

لم يُكتب تاريخ الحفظ المبكر بعد، وسجل القائمون على الترميم الأوائل القليل من أعمالهم. وبالتالي، فإن الحراس المعاصرين مسؤولون عن تسجيل أعمال الترميم السابقة التي يجدونها عند تقييم الأشياء. في وقت مبكر من عام 750 قبل الميلاد، نصح أنبياء العهد القديم إشعياء وإرميا بأهمية الحفاظ على الوثائق لاستخدامها في المستقبل. في عام 1627، نشر غابرييل نوديه "Advis pour dresser une bibliothèthe" الذي احتوى على فصل يناقش الحفاظ على الكتاب. كان أول عمل جوهري حول موضوع ترميم الكتاب هو Essai sur l'art de Restaurer les Estampes et les Livres لألفريد بوناردو، وقد نُشر لأول مرة في باريس عام 1846. حتى أواخر القرن التاسع عشر، كانت الممارسة المفضلة هي إعادة الأشياء إلى حالة أحدث أو أفضل مع القليل من الاهتمام بالنمط أو التكوين الأصلي. ومع ذلك، فإن الحفظ الحديث يسعى إلى معالجة الكتب والورق بأقل قدر ممكن.
كان بيتر ووترز، الذي يُعتبر مؤسس الحفظ الحديث للكتاب، منسقًا للحفظ في المكتبة الوطنية المركزية في فلورنسا بعد فيضان نهر أرنو عام 1966 في فلورنسا بإيطاليا، ورافقه مئات من حراس الترميم من جميع أنحاء العالم. قبل الفيضان، لم يكن الحفاظ على المكتبات حقلاً ثابتًا بعد. أثرت المياه على ثلث مجموعات المكتبة بما في ذلك الدوريات والصحف والمطبوعات الجميلة والخرائط والملصقات ومجموعات الكتب النادرة Magliabechi وPalatine. كسر الفيضان تقليد الحفاظ على الأسرار التجارية الخاصة وعلاجات الحفظ حيث استدعت الكارثة تعاون أكثر خبراء حفظ الكتب والورق خبرة في العالم. إحدى تقنيات حفظ الورق والكتب التي نتجت عن هذا التعاون هي تطوير «مناديل ضبط الحرارة» لإصلاح الورق. تطور آخر من فيضانات فلورنسا كان دراسة ارتباط ورق العرج وفائدته في الحفظ نظرًا لمقاومته للأضرار الناجمة عن المياه. من خلال خبرته في الكوارث الأرشيفية واسعة النطاق، حدد ووترز سبعة متطلبات أساسية للتعافي الناجح بعد الفيضان. نُشِرَ أول منشور لمعيار الممارسة للحافظات في أغسطس 1964 في دراسات في الحفظ من قبل المعهد الدولي للحفظ المجموعة الأمريكية، والمعروف الآن باسم المعهد الأمريكي للحفظ (AIC). ثم أُصدِرت نسخة محدثة في عام 1994.

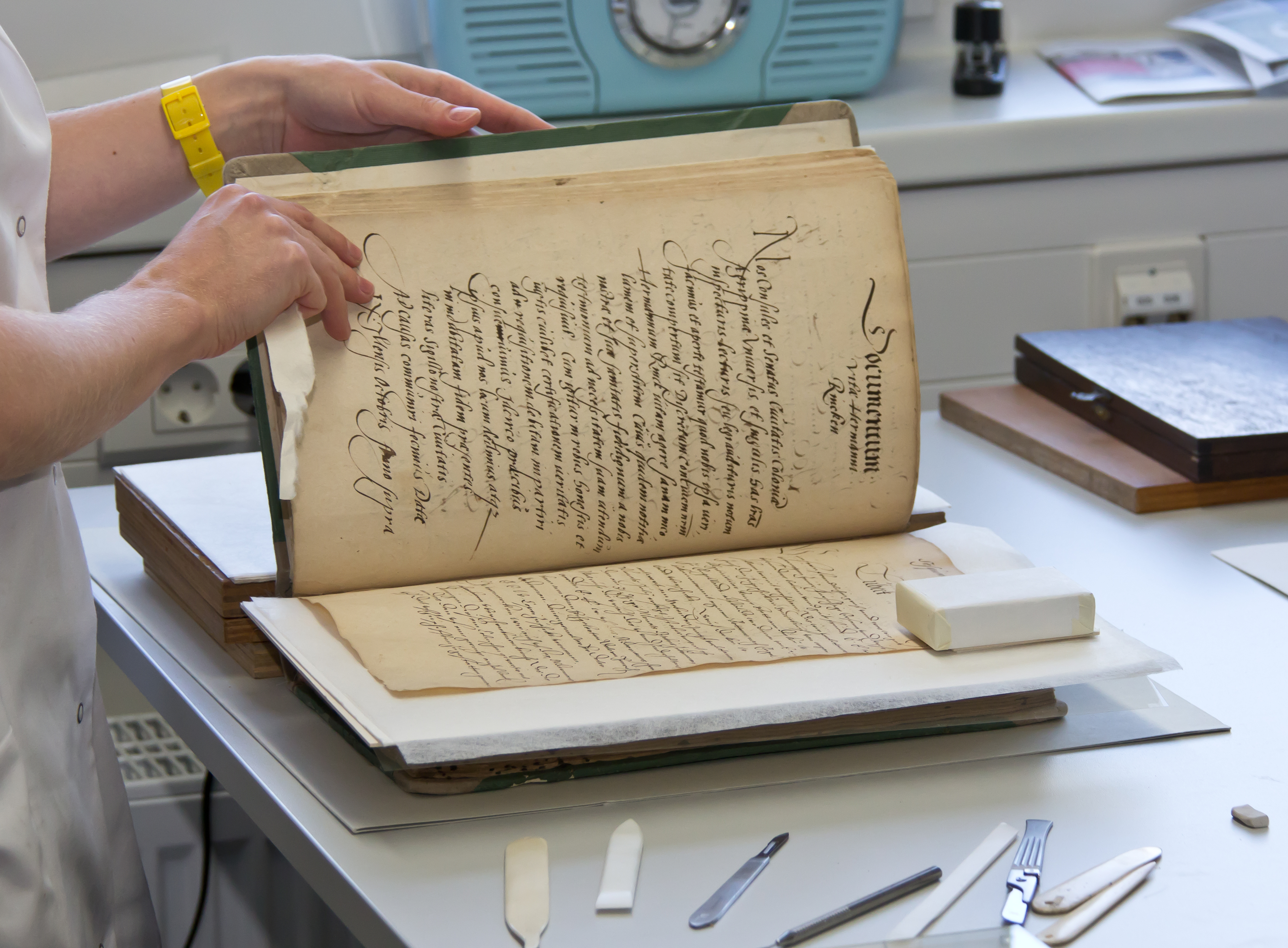
حارس ورق يتعامل مع كتاب.

صاغ كريستوفر كلاركسون مصطلح «حفظ الكتاب» في فلورنسا عام 1967 من أجل التفريق بين تقنيات الحفظ الأوروبية المبكرة التي سعت إلى الحفاظ على نص الكتاب فقط. جادل كلاركسون بأن «العلامات الأجنبية» و«المادة الغريبة» مهمتان لفهم التاريخ المادي للكتاب والتاريخ الاجتماعي الذي أقيم فيه الكتاب وأنه يجب الحفاظ على دليل الاستخدام هذا. في عام 1968، نظم المركز الدولي لدراسة الحفاظ على الممتلكات الثقافية وترميمها ندوة دولية حول موضوع حفظ مواد المكتبة في روما. في عام 1969، انعقد أول مؤتمر للحفظ على مستوى الجامعة في جامعة شيكاغو حيث نشروا «تدهور وحفظ مواد المكتبة».
مجموعة الكتب والورق (BGP) هي أكبر مجموعة متخصصة داخل المعهد الأمريكي للحفظ. من خلال الاجتماعات والمطبوعات، تتبادل مجموعة الكتب والورق المعلومات حول حفظ الكتب والأوراق. تصدر مجموعة الكتب والورق مجلة The Book and Paper Group Annual حول موضوع حفظ الكتب والورق.

## عوامل التدهور
سوء التعامل هو السبب الرئيسي لتدهور الكتب والمخطوطات والأشياء الزائلة؛ ومع ذلك، يمكن أن تكون البيئة السيئة أيضًا سببًا في تدهور الكتب والورق. يجب أن يكون لدى الحافظين معرفة بالعوامل التي تسبب التسوس من أجل الحفاظ على العناصر. عوامل التدهور يمكن أن تشمل سوء المناولة والضوء وتقلب الرطوبة والغبار والتلوث والنار والماء والغاز والحرارة والإهمال والآفات والحشرات الأخرى. الرذيلة المتأصلة هي «نوعية مادة أو شيء ما للتدمير الذاتي أو يصعب الحفاظ عليه بشكل غير عادي». الورق والكتب والمخطوطات والأشياء الزائلة هي أمثلة رئيسية للمواد الخاضعة للرذيلة المتأصلة. كان الورق المبكر مصنوعًا يدويًا من ألياف نباتية مثل الكتان والقنب والقطن، وهي متينة ويمكن أن تدوم لقرون. في منتصف القرن التاسع عشر، ظهر الورق المصنوع آليًا، وأصبح لب الخشب هو المكون الأكثر شيوعًا والأقل تكلفة في الورق، خاصة في الصحف. يتسبب وجود اللجنين في ورق لب الخشب في تحلل الحمض من السليلوز، مما يتسبب في هشاشة الورق وتغير لونه بمرور الوقت. بالإضافة إلى ذلك، للورق القدرة الطبيعية على امتصاص الرطوبة والاحتفاظ بها من الغلاف الجوي، مما يجعله عرضة لنمو العفن والفطريات والبكتيريا. علاوة على ذلك، فإن بعض الأحبار المستخدمة في الكتب والمخطوطات القديمة ضارة بالورق. حبر غالون الحديد، الأكثر استخدامًا من القرن الثامن وحتى نهاية القرن التاسع عشر، يحتوي على الأحماض ويمكن أن يؤدي إلى تآكل الورق في الظروف الرطبة.
تنجذب الحشرات بشكل طبيعي إلى الورق لأن الورق مصنوع من السليلوز والنشا والبروتين، وهي مواد توفر مصادر الغذاء. أكثر الآفات شيوعًا هي الصراصير والسمك الفضي وأنواع مختلفة من الخنافس. يتغذى قمل الكتاب على جراثيم العفن الموجودة على الورق والكرتون، وعلى الرغم من أنها لا تسبب ضررًا مرئيًا، إلا أن تحللها وإفرازاتها يمكن أن تلطخ الورق وقد تغذي أيضًا الآفات الأخرى، مما يؤدي إلى استمرار دورة الضرر. يمكن أن تخفف عناصر التجميع المجمدة من الآفات. ومع ذلك، لا ينبغي تجميد بعض المواد، مثل الكتب المصنوعة من الجلد، لأن درجات الحرارة الباردة قد تتسبب في ارتفاع الدهون إلى سطح الجلد مما ينتج عنه منطقة بيضاء أو صفراء تسمى التفتح. لا يوصى عمومًا باستخدام المبيدات الحشرية مباشرة على مواد التجميع. ومع ذلك، إذا كانت الإصابة شديدة، وكان التبخير هو الخيار الأفضل، فيجب فصل العناصر المصابة عن باقي المجموعة للعلاج.
تدمر درجات الحرارة القصوى أو الرطوبة النسبية من أي من طرفي الطيف (منخفض أو مرتفع). يمكن أن تتسبب درجات الحرارة العالية والرطوبة النسبية المنخفضة في هشاشة الورق وتصدع أغلفة الجلد. درجات الحرارة المرتفعة والرطوبة النسبية العالية على تسريع نمو العفن والتقطيع والتلطيخ والتفتح والتفكك والعفن الأحمر في أغلفة الجلود. قد تتسبب التقلبات في درجات الحرارة والرطوبة أيضًا في حدوث تصادم: تجعد أو تجعيد يمنع السطح من الاستواء. يجب أيضًا مراعاة جودة الهواء. يميل الغبار إلى امتصاص الرطوبة، مما يوفر بيئة مناسبة لجذب نمو العفن والحشرات. يمكن أن يصبح الغبار حمضيًا أيضًا عند دمجه مع زيوت الجلد وسطح الورق. يمكن أن تكون جميع أنواع الضوء (ضوء الشمس أو الضوء الصناعي أو الأضواء الكاشفة) ضارة. يمكن أن يؤدي الضوء إلى التلاشي، والظلام، والتبييض، وتفكك السليلوز. تتلاشى بعض الأحبار والأصباغ الأخرى إذا تعرضت للضوء، وخاصة الضوء فوق البنفسجي الموجود في ضوء النهار العادي ومن المصابيح الفلورية. أي تعرض للضوء يمكن أن يسبب الضرر، إذ أن التأثيرات تراكمية ولا يمكن عكسها.

## طرق ومواد التخزين

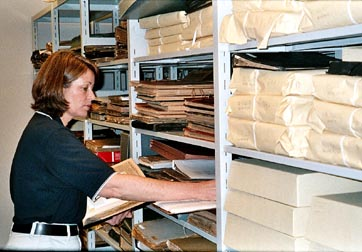
واقي الورق يقوم بمسح مجموعة من المواد في المخزن.

يمكن أن يؤدي التخزين في مكان بارد وجاف ونظيف ومستقر إلى إطالة عمر العنصر. غالبًا ما تُخَزّن المخطوطات والوثائق الورقية في صناديق ومجلدات حماية بجودة الأرشفة مصنوعة من مواد خالية من الأحماض وخالية من اللجنين. يمكن تخزين المستندات ذات الاستخدام الكثيف أو تغليفها في غلاف أو مجلد من فيلم بوليستر (مايلر). كحماية إضافية ضد تكوين الأحماض، قد تحتوي مواد التخزين الورقية على مواد عازلة، مثل كربونات الكالسيوم، والتي يمكن أن تحيد الأحماض لأنها تتشكل في مواد التخزين. لا ينبغي ملء الصناديق أكثر من اللازم. يمكن تشذير العناصر بورق خالٍ من الأحماض / اللجنين. إذا كانت الصناديق ممتلئة جزئيًا فقط فيمكن استخدام الفواصل، أو يمكن تخزين الصندوق أفقيًا. من الأفضل تخزين المواد كبيرة الحجم في خزانة مخططة ذات أدراج. يجب تجنب تدحرج العناصر الكبيرة (مثل الخرائط) حيثما أمكن ذلك؛ ولكن إذا لم يكن هناك خيار آخر، فيجب لف العنصر حول أنبوب جودة أرشيفية بقطر كبير.
يجب وضع الكتب ذات الحجم المتوسط على الرفوف عموديًا جنبًا إلى جنب حتى يتمكن كل منهما من دعم الآخر. يجب ألا تكون الأرفف معبأة بشكل زائد ويجب أن تكون بعيدة عن الجدران الخارجية. يمكن تخزين الكتب كبيرة الحجم أو الهشة بشكل أفقي ومسطحة تمامًا، ولكن يجب تقليل التراص إلى أدنى حد ممكن. يمكن وضع الكتب في صناديق داعمة ووقائية لمنع التلوث والتآكل ولتوفير الدعم الهيكلي. قد تتراوح صناديق الكتب من حاويات بسيطة ذات أربع طبقات مصنوعة من ورق أو ورق مقوى أرشيفي آمن إلى صناديق صدفي أو ظهر مغطاة بقطعة قماش.
حتى وقت قريب، كانت الأرفف المصنوعة من الفولاذ المطلي بالمينا تعتبر الخيار الأفضل لتخزين الكتب؛ ومع ذلك، إذا لم يتم خبز المينا بشكل صحيح، يمكن أن ينتج عنه الفورمالديهايد والمركبات المتطايرة الأخرى التي يمكن أن تضر بالتجمعات. لم تعد الأرفف المطلية بالمينا خيارًا موصى به على نطاق واسع للرفوف ما لم يتم خبزها بشكل صحيح. يمكن أن يؤكد الاختبار الاحترافي أن الأرفف مخبوزة بشكل صحيح. الأرفف الفولاذية المطلية بالمسحوق تمنع مشاكل الغازات المرتبطة بالمينا المخبوزة. تعتبر الأرفف الفولاذية المطلية بالكروم وأرفف الألمنيوم المؤكسد خيارات أخرى للأرفف المعدنية، وتعتبر الأرفف المصنوعة من الألمنيوم الخيار الأمثل، خاصة بالنسبة للقطع الأثرية شديدة الحساسية؛ ومع ذلك، فهي أيضًا الأغلى. تعتبر الأرفف الخشبية خيارًا أكثر اقتصادا ولكن يجب إغلاق الخشب لمنع انبعاث الأحماض والمواد المتطايرة. الطلاء الأكثر موصى به هو البولي يوريثين الذي تحمله الرطوبة. يمكن أيضًا استخدام الدهانات مثل الإيبوكسي المكون من جزأين واللاتكس والاكريليك، ولكنها تختلف في فعاليتها وسهولة استخدامها.

## تقنيات الحفظ والإصلاح النشطة
تشمل المراحل الأربع للحفظ التنظيف والتثبيت والإصلاح والترميم. الهدف الرئيسي من التنظيف هو تحقيق وضوح تفاصيل السطح. قد تخضع الكتب والوثائق لأنواع مختلفة من التنظيف. قد يقوم القائمون على الحفظ بتنظيف الغبار من الورق والجلد بفرشاة ناعمة أو قطعة قماش، أو مكنسة كهربائية متخصصة، أو إسفنج مطاطي مبركن غير كيميائي، أو مواد محو غير كاشطة مثل ممحاة الفينيل. لإزالة العفن والحشرات، يستخدم القائمون على الترميم مشارط أو شفاطات أو مكانس كهربائية متخصصة. يستخدم التجميد العميق لقتل الحشرات. نظرًا لأن بعض المواد اللاصقة عبارة عن ورق حمضي وبقع، فقد طور عمال الترميم تقنيات لإزالة المادة اللاصقة. تتم إزالة الإصلاحات التي يتم إجراؤها باستخدام المواد اللاصقة ذات الأساس المائي مثل غراء الحيوانات في حمام مائي أو بالتطبيق الموضعي للرطوبة أو باستخدام كمادات أو بخار. عادة ما يتم إذابة أو تلطيف المواد اللاصقة الاصطناعية والأشرطة الحساسة للضغط (ذاتية اللصق) بمذيب عضوي قبل إزالتها. الغسل لا يزيل فقط الأوساخ ويساعد في تقليل البقع؛ كما أنه يغسل المركبات الحمضية ومنتجات التحلل الأخرى التي تراكمت في الورق. يؤدي الغسل أيضًا إلى إرخاء الورق الهش أو المشوه ويساعد في التسطيح. عندما لا يكافح الغسل وحده الحموضة، تستخدم أجهزة الترميم محلولًا قلويًا يتم تطبيقه عن طريق الغمر أو عن طريق الرش. يتبع التسطيح معالجة مائية؛ يتم وضع الورق بين النشافات أو اللباد تحت ضغط معتدل.
عندما لا يكون التنظيف والقلوية وحدهما كافيين لتحقيق الاستقرار في القطعة الأثرية، فقد يختار القائمون على الترميم إصلاح المواد وإعادة ربطها. تتضمن تقنيات الإصلاح والتعبئة شرائح ضيقة من الأنسجة اليابانية الممزقة ملتصقة بمادة لاصقة قابلة للانعكاس وغير ملوثة مثل معجون النشا أو ميثيل السليلوز. يمكن أيضًا إصلاح الورق باستخدام إصلاح الأنسجة بضبط الحرارة. تمتلئ الثقوب أو فقد الورق بشكل فردي بالورق الياباني، أو بعجينة الورق، أو بورق تم اختياره بعناية ليتناسب مع الأصل من حيث الوزن والملمس واللون. تتطلب الكتب ذات الخياطة المكسورة أو الألواح أو الأوراق المفكوكة أو المنفصلة عناية خاصة. يتم استخدام العديد من التقنيات في ربط الحفظ. يتم الاحتفاظ بالخياطة الأصلية في الحجم إذا كان ذلك ممكنًا ولكن يتم تقويتها في بعض الأحيان باستخدام خيوط الكتان الجديدة ودعامات الخياطة. إذا كان التجليد الأصلي تالفًا للغاية، فقد يرتد الكتاب بمواد أرشيفية جديدة آمنة. يتم تعزيز الورق الضعيف أو الهش بتدعيمه بورقة أخرى. يستخدم الورق الياباني أحيانًا كدعم، ويلتصق بعجينة النشا.
عندما يكون الحفظ الشامل للعنصر مستحيلًا أو غير فعال من حيث التكلفة، يتم استخدام تقنيات إعادة التهيئة لتقليل العلاجات والمعاملة المفرطة. تشمل خيارات إعادة التنسيق النسخ، والرقمنة والتصوير بالميكروفيلم. يوجد في العديد من المكتبات والجامعات آلات نسخ للكتب حيث يمكن دعم الكتاب بزاوية، وتجنب الضرر الذي قد يلحق بهيكله نتيجة إجباره على التسوية. على الرغم من الثورة الرقمية لا يزال التصوير الميكروي للحفظ مستخدمًا. يمكن أن يبلغ متوسط العمر المتوقع للميكروفيلم 500 عام أو أكثر، ويحتاج فقط إلى الضوء والتكبير لقراءته.
يحفظ الحفظ الجماعي العديد من الكتب والوثائق بنفس المشاكل، مما يقلل من تكلفة العلاج والتعامل الفردي. نظرًا للتنوع الكبير في المواد الموجودة في المواد الأرشيفية والتي تتطلب الفرز والمعالجات المنفصلة، غالبًا ما يتم تطبيق الحفظ الشامل على مواد المكتبة أكثر من المواد الأرشيفية. المعالجة الوحيدة للحفظ الشامل التي يمكن تطبيقها بشكل واقعي على المواد الأرشيفية هي الحفظ الوقائي عن طريق البيئات التي يتم التحكم فيها بدرجة الحرارة والرطوبة. ومع ذلك، إذا تم فرز المواد الأرشيفية حسب نوع المادة، فيمكن تطبيق المعالجة على دفعات على العناصر ذات القيمة المنخفضة إلى المتوسطة. قد تشمل المعالجة الدفعية الترطيب أو إزالة الحموضة أو الإصلاح. يلزم معالجة العنصر الفردي للكتب أو المستندات عالية القيمة أو المعقدة التي تتطلب وثائق فردية مفصلة.

## أخلاق مهنية
يلتزم العديد من القائمين بالترميم والترميم بمدونة قواعد الأخلاق التي تحددها هيئة مهنية إقليمية، مثل هيئة المعهد الأمريكي للحفظ (AIC) لمتخصصي الحفظ المشاركين في رعاية القطع الأثرية الثقافية. يسعى القائمون على ترميم الكتب والورق إلى ضمان سلامة المصنوعات اليدوية التي يعملون عليها، بما في ذلك المعلومات المادية والجمالية والتاريخية والنصية. تتمثل إحدى طرق تطبيق ذلك في العلاجات والتعديلات القابلة للعكس، بحيث يمكن التراجع عن الإصلاحات في المستقبل مع تطور التقنيات وتحسينها. وبالتالي، يتم تدريب أمناء حفظ الكتب على الخواص الفيزيائية والكيميائية للمواد التي يعملون بها. ومع ذلك، غالبًا ما يكون الانعكاس الكامل أمرًا مستحيلًا وبالتالي يجب أن يكون القائمون على الترميم على دراية بالآثار طويلة المدى للعلاجات الكيميائية والفيزيائية.
علاوة على ذلك، يجب أن يتخذ القائمون على الترميم قرارات بشأن أفضل المعالجات التي تتناسب مع قوة الجسم ومواده. في بعض الحالات، قد يقرر القائمون على الترميم أنه من الأفضل تخزين الكائن وإجراء استنساخه للاستخدام بدلاً من معالجته إذا لم تكن خيارات العلاج متاحة بسبب القيود المالية أو التكنولوجية. علاوة على ذلك، إذا تم استخدام العلاج، فيجب استخدامه باعتدال قدر الإمكان للحفاظ على السلامة الجمالية والتاريخية للقطعة الأثرية. بشكل عام، تهدف تقنيات الحفظ إلى إصلاح العنصر واستقراره بحيث يمكن تخزينه واستخدامه على المدى الطويل. يجب أن يأخذ القائمون على الحفظ في الاعتبار أخلاقيات كيفية استعادة كتاب أو وثيقة أو نسخها دون أن تفقد سلامتها الجمالية والتاريخية. جانب أخلاقي آخر لحفظ الكتاب هو التوثيق التفصيلي للمعالجات والتعديلات بما في ذلك الإجراءات والمواد المستخدمة. عادةً ما يكون التوثيق الفوتوغرافي أكثر تفصيلاً بالنسبة للعلاجات أحادية العنصر مقارنةً بالمعالجات المجمعة. يمكن للقائمين على الصيانة المدربين ملاحظة العلاجات السابقة التي تم إجراؤها على الكتاب أو المستند، لكن التوثيق الجيد يحدد التقنيات والمواد المستخدمة بدقة.
تاريخيا، لم تكن هناك مجموعة قواعد مقننة لحفظ الكتب والورق. وفقًا لأندرو أودي في عام 1992، «تخضع الحفظ العلمي الحديث لمجموعة غير مكتوبة من القواعد أو الأخلاق». هناك العديد من المحاولات الفاشلة لتقنين هذه «القواعد» لأن الحفظ يتطلب تطبيقًا فرديًا ويعتمد على أهداف المتحف والقيم. وبالتالي، لا يمكن تعميم هذه الأساليب. كتب بول إن بانكس "The Laws of Conservation"، المعروف أيضًا باسم القوانين العشرة للحفظ. على الرغم من عدم نشرها رسميًا، فقد شاركها طلابه على نطاق واسع.

## الاستدامة
كجزء من إجراءات التخفيف من تغير المناخ، يقوم القائمون على صيانة الكتب والأوراق بشكل متزايد بتنفيذ تغييرات تركز على الاستدامة في ممارساتهم على المستوى الشخصي أو التنظيمي. تتضمن طرق زيادة استدامة أعمال صيانة الكتب والورق المصادر المسؤولة للأدوات ومواد الإصلاح (مثل ملاعق الخيزران)، استخدام مذيبات كيميائية صناعية أقل وبدائل كيميائية أكثر أمانًا، واستخدام منتجات حيوانية أقل (على سبيل المثال، استبدال غراء الجيلاتين بمستحلبات أسيتات فينيل الإيثيلين الاصطناعية)، وتقليل كمية العمالة والطاقة المطلوبة في أنشطة الصيانة (مثل تدابير المعالجة الوقائية، باستخدام المواد باعتدال).
في أوائل العقد الأول من القرن الحادي والعشرين، قرر القائمون على الترميم أن الحفاظ على المواد يجب ألا يخضع لمعيار عالمي، بل يعتمد على نهج محلي. هذا يسمح لمزيد من الأساليب الشاملة التي يحددها المناخ الإقليمي والموارد وممارسات الرعاية التاريخية وأنواع المجموعات.

## معرض الصور

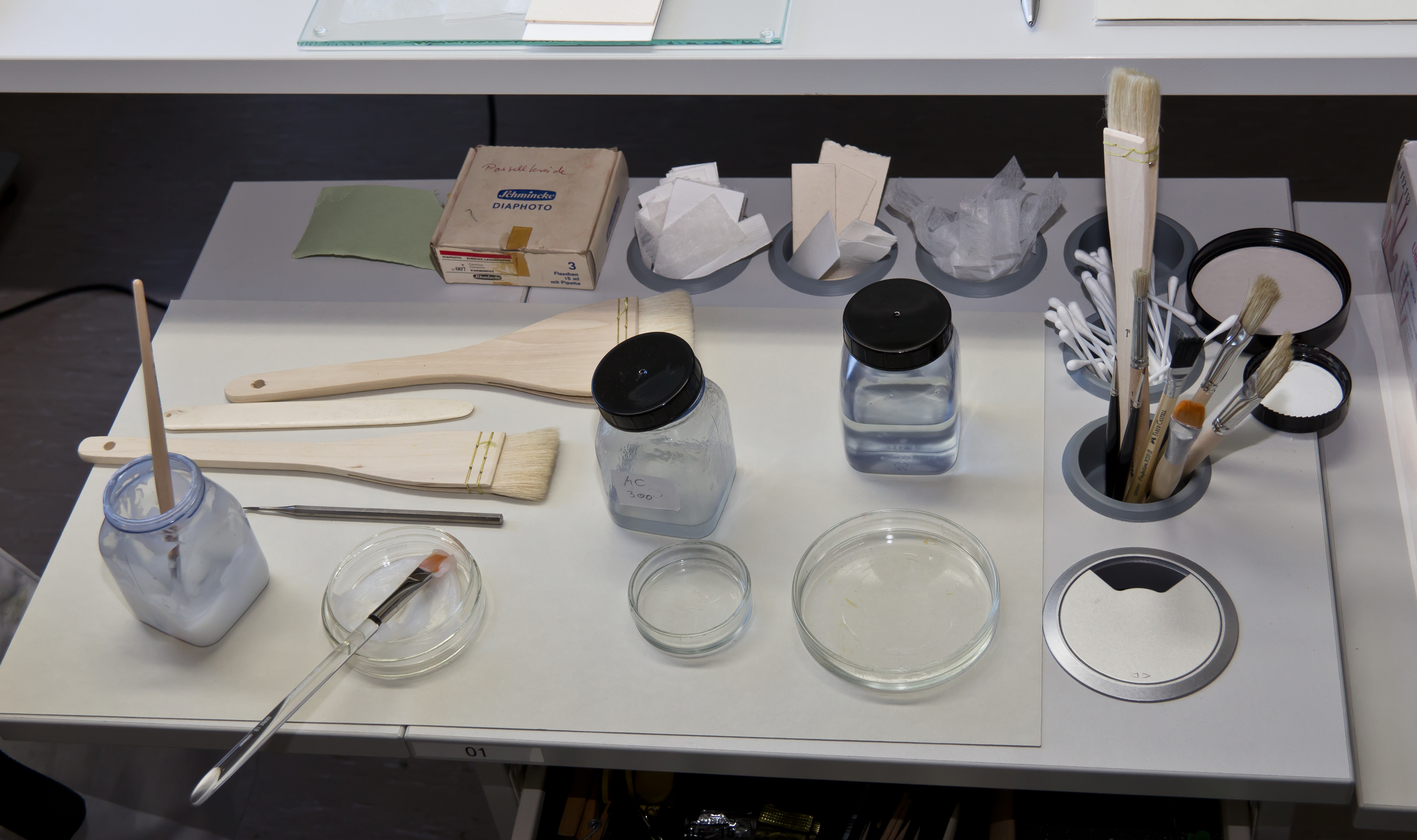
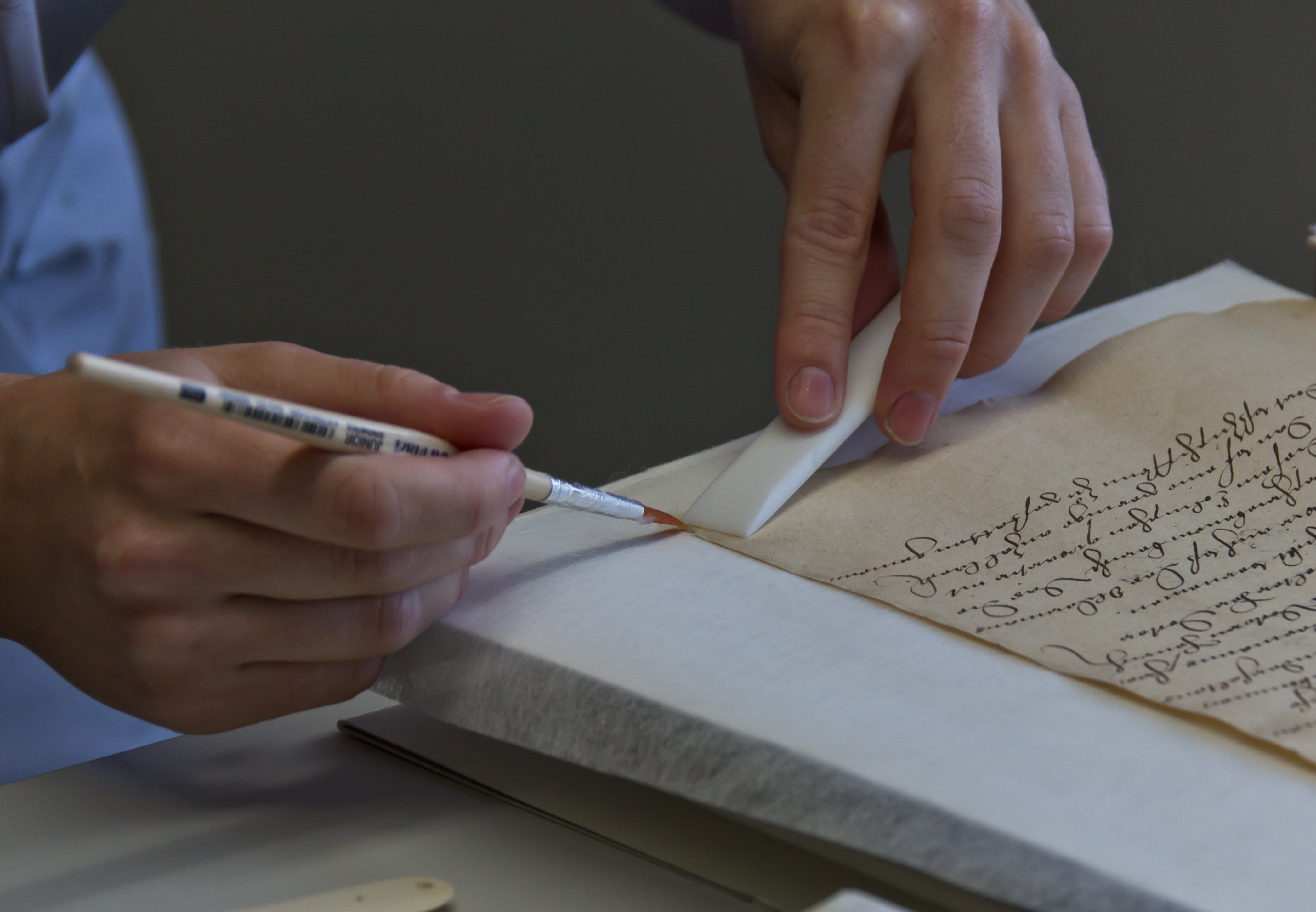
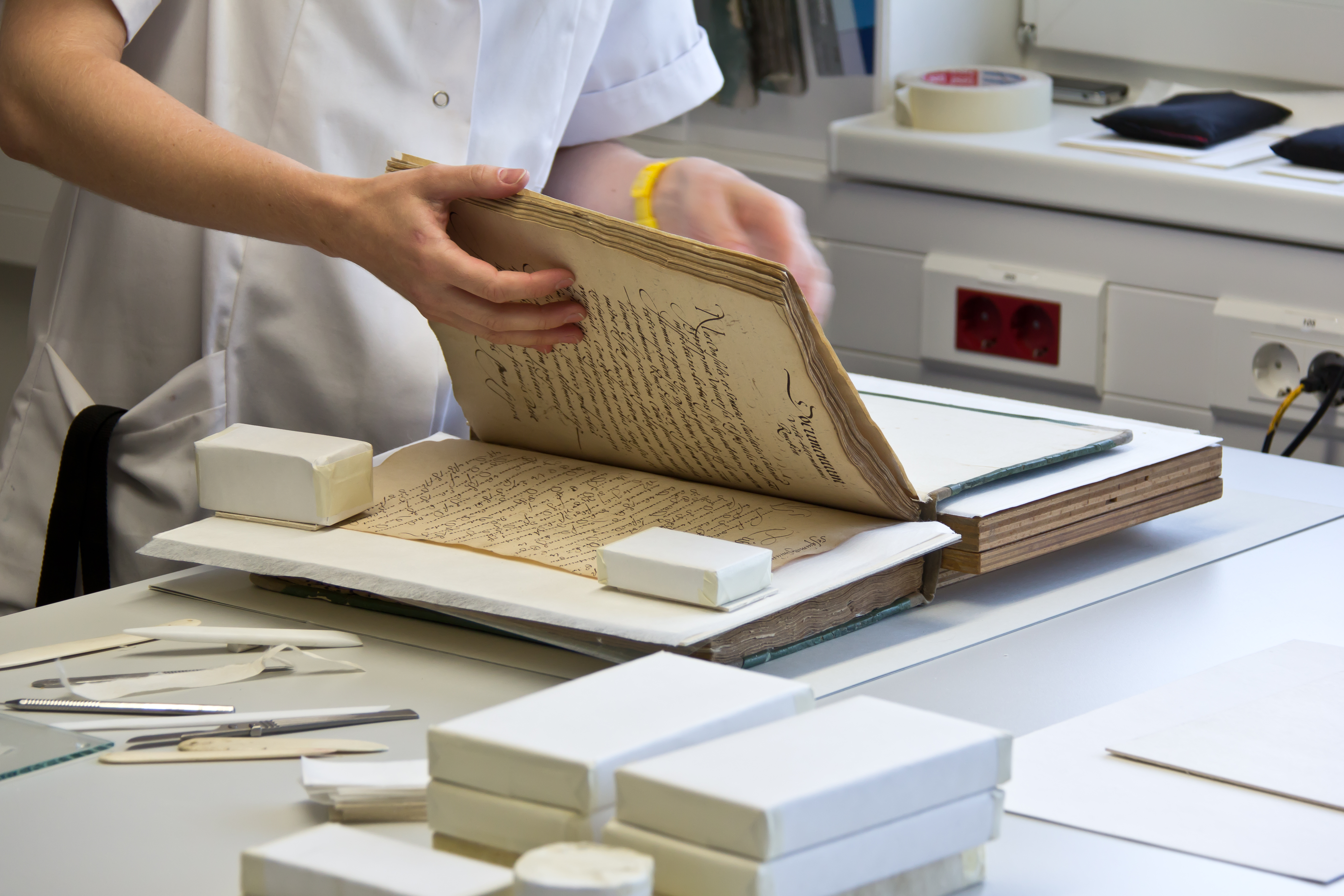
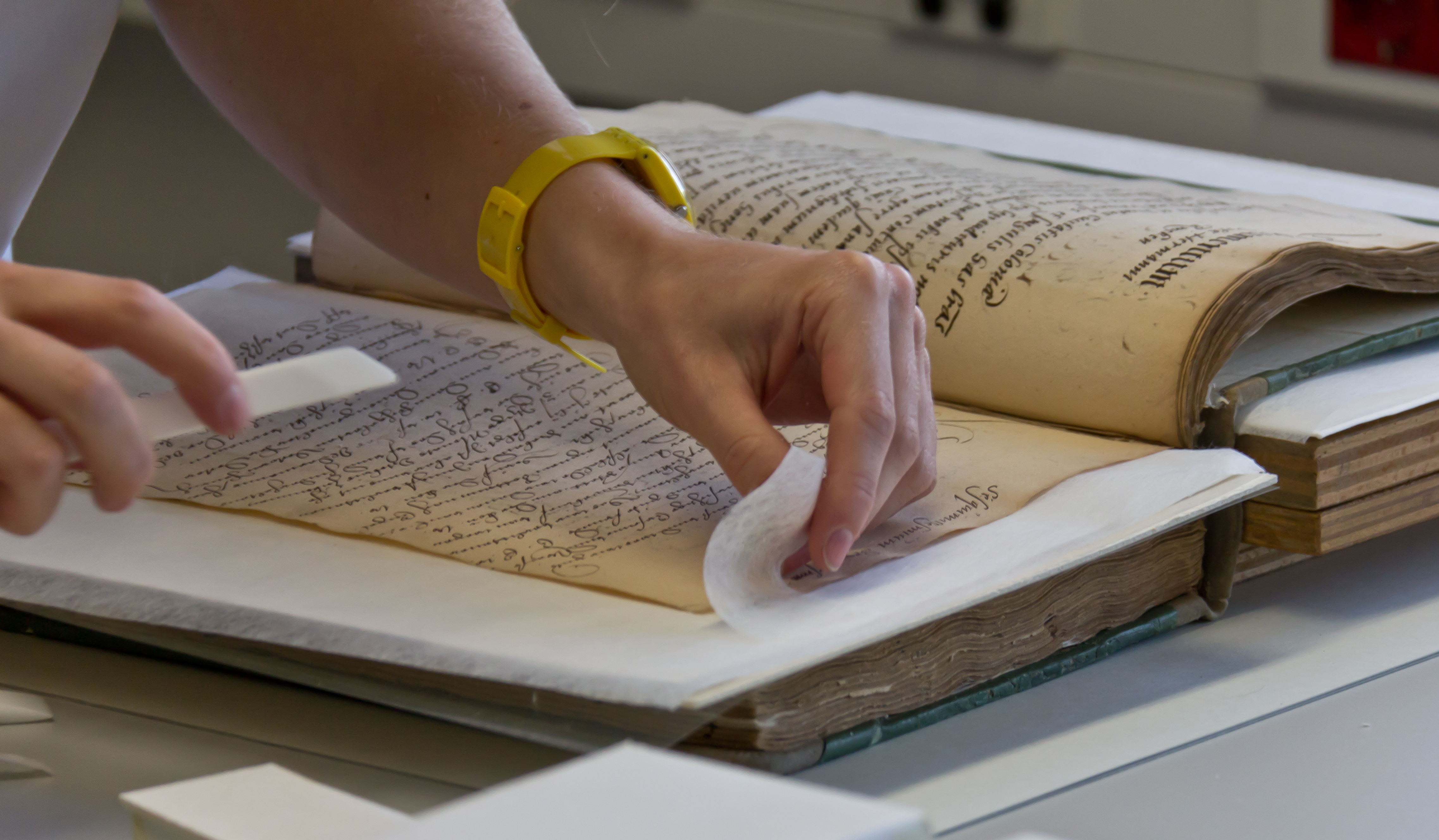

## المعلومات الكاملة للمراجع
- Ashley-Smith، Jonathan (2018). "The ethics of doing nothing". Journal of the Institute of Conservation. ج. 41 ع. 1: 6–15. DOI:10.1080/19455224.2017.1416650. مؤرشف من الأصل في 2023-02-11. اطلع عليه بتاريخ 2020-02-24.
- Clarkson، Christopher (2015). "Mininum Intervention in Treatment of Books". في Cloonan (المحرر). Preserving our Heritage. Chicago: American Library Association. ISBN:9781555709372.
- Cloonan، المحرر (2015). Preserving our Heritage. Chicago: American Library Association. ISBN:9781555709372.
- Cunha، George Martin؛ Cunha، Dorothy Grant (1983). Library and archives conservation: 1980s and beyond. Metuchen, NJ: The Scarecrow Press. ISBN:0810815877.
- Landrey، George J. (2000). The Winterthur Guide to Caring for Your Collection. Hanover and London: University Press of New England. ISBN:9780912724522.
- Oddy، Andrew، المحرر (1992). The Art of the Conservator. Washington, D.C.: Smithsonian Institution Press. ISBN:1560982292.
- Oddy، Andrew (2015). "Does Reversibility Exist in Conservation?". في Cloonan (المحرر). Preserving our Heritage. Chicago: American Library Association. ISBN:9781555709372.
- Pickwoad، Nicholas (2015). "Distinguishing Between the Good and Bad Repair of Books". في Cloonan (المحرر). Preserving our Heritage. Chicago: American Library Association. ISBN:9781555709372.
- Ritzenthaler، Mary Lynn (2015). "Excerpts from "Conservation Treatment"". في Cloonan (المحرر). Preserving our Heritage. Chicago: American Library Association. ISBN:9781555709372.
- Schechter، Abraham A. (1999). Basic Book Repair Methods. Westport, CT: Libraries Unlimited. ISBN:1563087006. مؤرشف من الأصل في 2022-04-07. اطلع عليه بتاريخ 2020-03-09.
- Shelley، Marjorie (1992). Bachmann، Konstanze (المحرر). Conservation Concerns: A Guide for Collectors and Curators. Washington D.C.: Smithsonian Books. ISBN:9781560981749.
- Waters، Shelia (2016). Waters Rising: Letters from Florence. Ann Arbor, Michigan: The Legacy Press. ISBN:9781940965000.

## روابط خارجية
- المعهد الأمريكي لحفظ المصنفات التاريخية والفنية
- المعرض الوطني للأعمال الفنية على ورق
- كتالوج حفظ الورق الخاص بـ AIC
- متحف متروبوليتان لحفظ الورق الفني
- مركز المحافظة على الوثائق الشمالية الشرقية
- معهد الحفظ الكندي
- مجموعة الكتاب والورق السنوية